# Макаровець Микола Олександрович
Микола Олександрович Макаровець (21 березня 1939, Кролевець, Сумська область, УРСР — 31 березня 2019) — російський вчений українського походження, що відмовився повернутися в Україну 1991. Генеральний конструктор Відкритого Акціонерного Товариства Науково-Виробниче Об'єднання «СПЛАВ» (ВАТ НВО «СПЛАВ»), яке виготовляло зброю для війни проти України. Герой Російської Федерації. Лауреат Ленінської премії і Державної премії Російської Федерації.

## Біографія
Народився в місті Кролевець в родині вчителів. У роки Другої світової війни перебував в своєму рідному місті під німецькою владою. 
Закінчив із золотою медаллю Кролевецький школу № 1. Вступив до Тульського механічного інституту, який закінчив за спеціальністю «двигуни літальних апаратів» в 1962 році. Працював за розподілом в місті Бійську Алтайського краю, в Алтайському науково-дослідному інституті хімічної технології — Науково-виробниче об'єднання «Алтай». Починав інженером, потім працював старшим інженером, керівником сектора, начальником лабораторії, начальником відділу.
У 1969 році захистив кандидатську дисертацію. У 1965 році з його ініціативи було організовано лабораторію, яка 1971 року перетворена у відділ по розробці методів розрахунку внутрібаллістіческіх, енергетичних характеристик, швидкості горіння зарядів ракетних двигунів твердого палива (РДТТ). Ці розробки знайшли своє втілення при створенні першої радянської міжконтинентальної ракети на твердому паливі РТ-2. Наукові результати досліджень того періоду часу були опубліковані в наукових працях «Проектування і відпрацювання прочноскреплённих зарядів РДТТ», «Про приймальному контролі великогабаритних твердопаливних зарядів», а також в численних статтях і винаходах.
З 1977 року — заступник генерального директора НВО «Алтай». За час роботи в цьому об'єднанні ім був внесений значний науковий внесок в створення методів розрахунку внутрібаллістіческіх характеристик РДТТ, здійснено наукове керівництво розробкою і впровадженням в серійне виробництво зарядів для ракетних двигунів балістичних ракет, він був членом Державної комісії з випробувань міжконтинентальних балістичних ракет.
За зазначені науково-дослідні роботи у 1984 році була присуджена Ленінська премія.
З листопада 1985 року працює генеральним директором НВО «Сплав» (ВАТ НВО «Сплав») в Тулі; приймає керівництво сучасним етапом розвитку реактивних систем залпового вогню (РСЗВ).
11 грудня 1985 року, були завершені державні випробування далекобійної РСЗВ третього покоління «Смерч» (калібр снаряда 300 міліметрів, дальність стрільби до 90 кілометрів), що має на борту ракети блок системи управління, який дозволив зменшити розсіювання снарядів в три рази в порівнянні з некерованою ракетою, збільшивши при цьому кучність стрільби в два рази. Мала відбутися велика робота по організації серійного виробництва виробів до цієї системи на заводах галузі. І вже у 1986 році дев'ять заводів (з них п'ять — механічних) освоїли виробництво елементів виробів і здали перші кілька сот виробів замовнику.
В подальшому під його керівництвом ФГУП ДНВП «Сплав» забезпечило щорічне збільшення виробництва виробів «Смерч». У 1990 році здача їх замовнику зросла в десять разів. Це дозволило прийняти на озброєння Радянської Армії високоефективні комплекси. За створення і успішне освоєння в серійному виробництві системи «Смерч» колективи розробників і виробників відзначені високими державними нагородами, а сам Микола Макаровец був нагороджений орденом Леніна.
З початком конверсії оборонне замовлення у 1992 році на підприємстві зменшився в дванадцять разів, до 1994 року ФГУП ДНВП «Сплав» покинули близько восьмисот чоловік, серед яких було чимало висококваліфікованих фахівців. У цих умовах керівництво підприємства вирішило: не сподіваючись на державу і оборонні заводи, які опинилися у вкрай складному становищі, терміново налагоджувати власне виробництво, продовжуючи розробляти нові види виробів світового рівня, на базі сучасних розробок завантажити свої виробництва і допомогти заводам Тульської області і Росії, розмістивши на них замовлення.
За ініціативою генерального директора і генерального конструктора почалася інтенсивна робота по створенню на базі традиційних військових технологій виробництва наукомісткої цивільної продукції не тільки для досвідченого заводу ФГУП «ДНВП Сплав», а й для заводів головного управління. На підприємстві і заводах галузі був організований випуск понад тридцять видів цивільної продукції, в тому числі засобів пожежогасіння, обладнання для переробки сільськогосподарської продукції, побутових електротехнічних виробів, балонів високого тиску, медичної техніки, приладів для обліку витрати води і газу, поліграфічної техніки. НВО «Сплав» стало багатопрофільним підприємством.
За комплекс робіт в області конверсії Микола Макаровець отримав Державну премію РФ за 1993 рік.
ФГУП ДНВП «Сплав» не тільки вижило в умовах жорсткої конверсії, а й стало передовим оборонним підприємством, значно наростивши і науковий, і виробничий потенціали. Виробничі площі «Металу» збільшилися більш ніж удвічі і становить понад 150 тисяч квадратних метрів, чисельність працівників підприємства збільшилася на одну тисячу двісті чоловік. Підприємство з кожним роком збільшує обсяг виробництва, випускає нові види конкурентоспроможної продукції.
Микола Макаровець має виняткові заслуги в просуванні вітчизняних РСЗВ на світовий ринок озброєнь, він брав безпосередню участь у підготовці практично всіх експортних контрактів підприємства. В даний час тільки модернізована РСЗВ «Град» знаходиться на озброєнні більш ніж в п'ятдесяти країнах світу. Успішна зовнішньоекономічна діяльність Миколі Макаровцю дозволила забезпечити фінансово-економічну стійкість ФГУП «ДНВП Сплав» і ряду заводів галузі.
Розпорядженням Комітету Російської Федерації з військово-технічного співробітництва з іноземними державами від 3 лютого 2003 року ФГУП «ДНВП Сплав» надано право на здійснення зовнішньоторговельної діяльності щодо продукції військового призначення в частині, що стосується поставок запасних частин, агрегатів, навчального та допоміжного майна, проведення робіт з технічного обслуговування і ремонту цієї продукції військового призначення.
У центрі уваги керівника ФГУП «ДНВП Сплав» постійно знаходяться соціальні питання і проблеми співробітників підприємства і ветеранів: реконструюються будівлі підприємства, ведеться будівництво житла, поліпшуються побут, медичне обслуговування.
М. А. Макаровець — авторитетний фахівець в області внутрішньої балістики ракетних двигунів. Його знання і досвід затребувані для вирішення багатьох проблемних питань по цій темі в Росії і за кордоном. У 1991 році Микола Макаровец захистив докторську дисертацію, і йому присвоєно звання професора. Під його науковим керівництвом підготовлено п'ятнадцять кандидатів і докторів наук. Він є членом двох вчених рад із захисту дисертацій.
У 1996 році М. А. Макаровець організував і очолив кафедру Тульського державного університету «Стартові та технічні комплекси РСЗО» на базі ФГУП «ДНВП Сплав». Він — дійсний член Російської академії ракетних і артилерійських наук, Російської академії природничих наук, Російської інженерної академії, почесний доктор Тульського державного університету. Йому присвоєно звання «Заслужений працівник освіти».
М. А. Макаровець — депутат Алтайського крайового ради, Бійського і Тульського міських рад народних депутатів, член колегії Міністерства оборонної промисловості, президент Тульського обласної ради союзу промисловців і підприємців. Живе і працює в Тулі.
Указом Президента Російської Федерації від 5 вересня 1997 року «за видатні заслуги в розвитку реактивних систем залпового вогню» Миколі Олександровичу Макаровцю присвоєно звання Героя Російської Федерації з врученням медалі «Золота Зірка» (№ 416).

## Нагороди
- Герой Російської Федерації.
- Орден Леніна.
- Орден Жовтневої Революції.
- Орден Трудового Червоного Прапора.
- Орден «За заслуги перед Вітчизною» II і III ступеня.
- Почесна грамота Уряду РФ (19.09.2012).
- Почесний громадянин міста Тули (18.03.1999) і Тульської області.

У 1995 році Микола Макаровець визнаний «Людиною року» в номінації «Діячі військово-промислового комплексу». Він — автор ста сімдесяти винаходів, понад трьохсот п'ятдесяти наукових праць.
У місті Кролевець Сумської області на будівлях шкіл №№ 1, 2 та 5, в яких навчався Микола Макаровець, встановлені меморіальні дошки.
Обраний депутатом Державної Думи РФ 7-го скликання за списком ЕР, Тульсько-Смоленської підгрупи, під № 2. 21 жовтня Держдума призупинила його повноваження в зв'язку з заявою

## Основні праці
- Експериментальне моделювання та відпрацювання систем поділу реактивних снарядів, 2005 (у співавторстві з  Г. А. Дєнєжкіної, В. І. Козловим, А. А. Редько);
- Реактивні системи залпового вогню і їх ефективність, 2005 (у співавторстві з Л. А. Устиновим, Б. А. Авотинем).